# Lichtenberg, Mittelsachsen
Lichtenberg là một đô thị trong huyện Mittelsachsen, bang tự do Sachsen, nước Đức. Đô thị Lichtenberg, Mittelsachsen có diện tích 33,17 km², dân số thời điểm ngày 31 tháng 12 năm 2005 là 2957 người.